# Wendell Meredith Stanley
Wendell Meredith Stanley (Ridgeville, Indiana, Estados Unidos, 16 de agosto de 1904 - Salamanca, España, 15 de junio de 1971) fue un químico, bioquímico y profesor universitario estadounidense galardonado con el Premio Nobel de Química en el año 1946, "por su preparación de enzimas y proteínas virales en forma pura".

## Biografía
Nació el 16 de agosto de 1904 en la ciudad de Ridgeville, en el estado estadounidense de Indiana. Estudió química en la Universidad Earlham, de Richmond, ampliando posteriormente sus conocimientos en la Universidad de Illinois, en la que se doctoró en 1929.
Como miembro del Consejo Nacional de Investigación de los Estados Unidos (United States National Research Council), se instaló en Múnich para efectuar trabajos de investigación hasta 1931. A su regreso a su país, obtuvo un puesto de asistente en el Instituto Rockefeller de Investigaciones Médicas, donde conoció a John Howard Northrop. Fue miembro del departamento de patología animal y vegetal de la Institución, cargo que abandonó en 1948 para convertirse en profesor de bioquímica y director del laboratorio de virología en la Universidad de Berkeley.
Desde 1948 y hasta 1953, ocupó en esta prestigiosa universidad el puesto de director del departamento de bioquímica y, posteriormente, del de virología a partir de 1958.

## Investigación científica
Sus trabajos de investigación se desarrollaron principalmente en el campo de la estereoquímica de los compuestos difenílicos y la química de los esteroles. Sus investigaciones sobre el virus causante de la enfermedad del mosaico del tabaco le llevaron al descubrimiento y aislamiento de la nucleoproteína que controla su actividad infecciosa.
Durante la Segunda Guerra Mundial realizó también investigaciones sobre una nueva vacuna contra la gripe, que demostró ser muy efectiva.
Sus trabajos sobre los virus le valieron en 1946 el Premio Nobel de Química (la mitad del cual compartió con John Howard Northrop por sus aportaciones a "la representación fiel de las enzimas y las viru-proteínas"), recayendo la mitad restante del Premio de dicho año en el químico James Batcheller Sumner.
Su carrera científica se encuentra igualmente coronada de numerosos premios y galardones, entre ellos la Medalla Rosenburger de la Universidad de Chicago, el Premio Alder de la de Harvard y el Premio Scott de la ciudad de Filadelfia (1938), la Medalla Nichols (1946), la Medalla Gibbs (1947) y la Medalla Franklin (1948). Es igualmente titular de numerosos doctorados honoríficos.
| Predecesor: Artturi Ilmari Virtanen | Premio Nobel de Química 1946 | Sucesor: Robert Robinson |

- Datos: Q105937
- Multimedia: Wendell Meredith Stanley / Q105937